# Pippi Långstrump
Pippi Långstrump (o Pippi Calcesllargues) és un personatge literari creat per l'escriptora sueca Astrid Lindgren.
Està dotada d'una gran força i, reflectint l'extraordinari amor de l'autora pels animals, posseeix un cavall amb pigues anomenat Lilla gubbe (Pequeño tío a la traducció espanyola) i un mico tití anomenat Senyor Nilsson (Herr Nilsson en suec). És òrfena de mare, i el seu pare és un pirata rei dels congolesos. La Pippi viu a casa seva a la qual anomena Villa Villekulla (Villa Kunterbunt a la traducció espanyola, el mateix que a la traducció alemanya), acompanyada únicament de les seves mascotes. En són característics els cabells vermells, pentinats amb dues trenes aixecades cap amunt. És una nena imaginativa i rebel molt extravagant: sol cuinar creps sobre el terra, camina cap enrere, dorm amb els peus sobre el coixí, etc. Vesteix amb un vestit cosit amb retalls de colors, unes sabates que li venen grans, i calça unes mitges per sobre dels genolls, d'aquí ve el seu nom.
Tot i que només té nou anys, és la persona més forta del món, fins i tot més que qualsevol adult, ja que per exemple pot aixecar al seu cavall amb una sola mà i també pot fer la neteja a gran velocitat. Té dos grans amics, Tommy i Annika, que l'acompanyen a les seves aventures.

## Creació del personatge

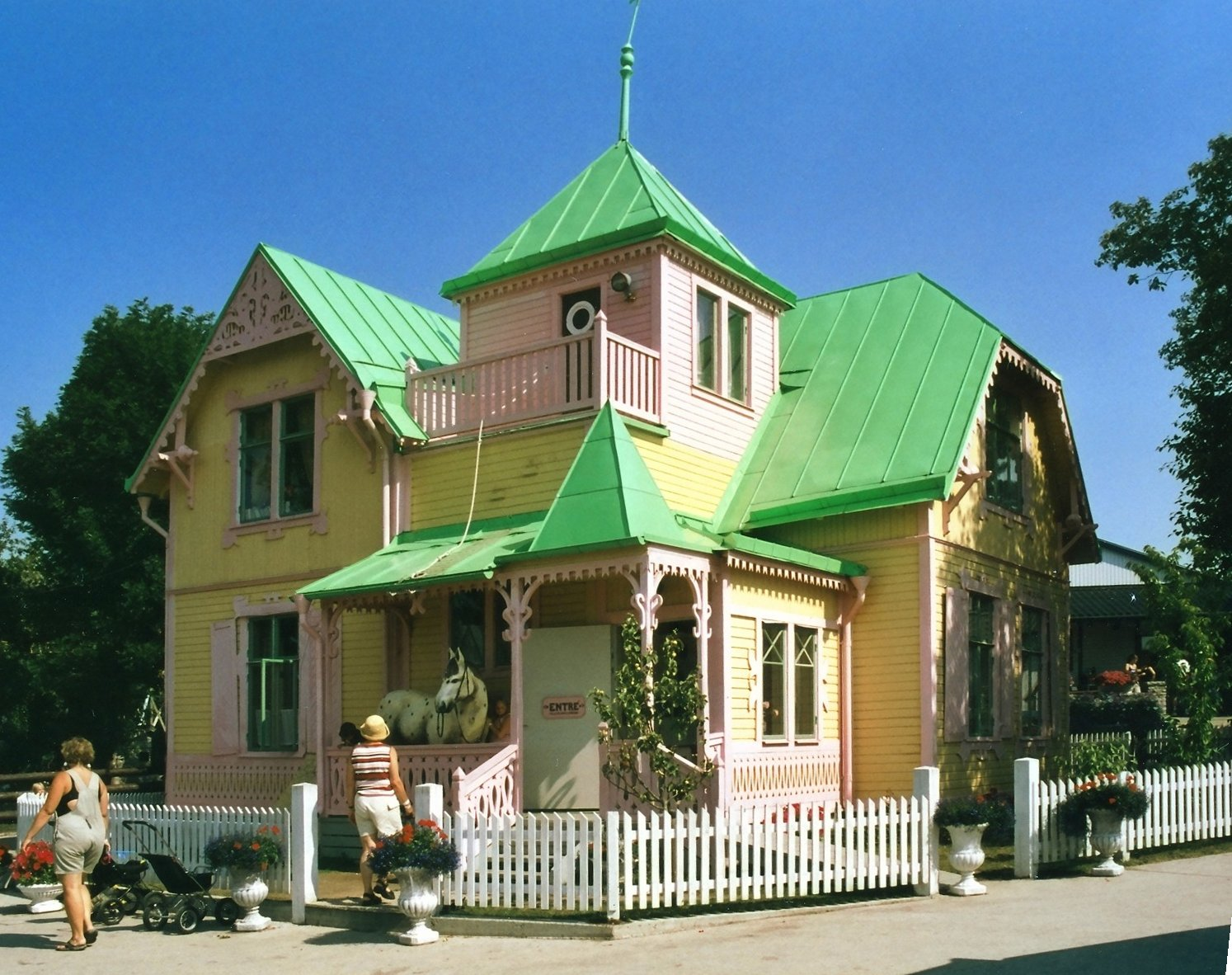
Villa Villekulla, la casa de Pippi Långstrump, a Gotland.

Astrid Lindgren va començar la història de la Pippi l'hivern de 1941, quan la seva filla de set anys es trobava al llit malalta dels pulmons, i li va demanar que li expliqués un conte. Lindgren es va inventar així una història molt fantasiosa, que posteriorment no només escoltaria la seva filla, sinó també els amics d'aquesta. Dos anys després, Lindgren es va fracturar una cama i va començar a escriure el conte, el manuscrit amb el qual va obsequiar a la seva filla com a regal pel seu desè aniversari.
Lindgren va enviar el manuscrit a l'editorial Bonniers, però aquesta el va rebutjar. El 1945 va decidir participar amb la seva història al concurs literari convocat per l'editorial Rabén & Sjögren, on va obtenir el primer lloc. A partir de llavors el llibre va ser un gran èxit i va arribar a ser traduït a 60 idiomes. Els llibres de Pippi són il·lustrats per Ingrid Vang Nyman.
Als anys setanta del segle XX es va emetre la sèrie a l'Estat espanyol i després, als anys vuitanta, als Estats Units, sense gaire èxit.

## Llibres en suec
- Pippi Långstrump (1945)
- Pippi Långstrump går ombord (Pippi Långstrump s'embarca) (1946)
- Känner du Pippi Långstrump? (Coneixes a Pippi Långstrump?) (1947)
- Pippi Långstrump i Söderhavet (Pippi Långstrump als mars del sud) (1948)
- Boken om Pippi Långstrump (El llibre de Pippi Långstrump) (Compilació dels tres llibres anteriors) (1952)
- Pippi flyttar in (Pippi es muda) (1969)
- Pippi ordnar allt (Pippi ho arregla tot) (1969)
- Pippi är starkast i världen (Pippi és la més forta del món) (1970)
- Pippi håller kalas (Pippi fa la festa) (1970)
- På rymmen med Pippi Långstrump (De fuga amb Pippi Långstrump) (1971)
- Pippi Långstrump har julgransplundring (Pippi Långstrump treu l'arbre de Nadal) (1979)
- Pippi Långstrump i Humlegården (Pippi Långstrump a Humlegården) (2000)
- Pippi Långstrump på Kurrekurreduttön (Pippi Långstrump a l'Illa de Kurrekurredutt) (2004).

## Altres publicacions
S'han creat també diverses pel·lícules, adaptacions dels llibres d'Astrid Lindgren. S'han produït fins a vuit films en suec des de 1949 fins a 2001, incloent-hi pel·lícules amb actors i també en dibuixos animats. A les pel·lícules d'Olle Hellbom, Pippi va ser interpretada per l'actriu Inger Nilsson, i la casa de Pippi va ser recreada a l'illa de Gotland.
Fora de Suècia, el personatge de Pippi es coneix sobretot gràcies a la sèrie de televisió filmada el 1969, amb guions de la mateixa autora, el personatge va ser interpretat per Inger Nilsson i va ser dirigida per Olle Hellbom.
A la dècada de 1970 es va crear una sèrie sueca de televisió basada en les històries dels llibres de Pippi. Aquesta sèrie va ser reeditada als Estats Units, on el personatge és anomenat Pippi Longstocking, i amb aquest nom ha estat transmesa a alguns països de parla hispana.